# Araucaria montana
Araucaria montana – gatunek drzewa iglastego z rodziny araukariowatych. Endemit wyspy Nowa Kaledonia, gdzie rośnie w rozproszeniu na całym jej obszarze, a także na niewielkiej wysepce Art (Ile d'Art) na północ od głównej wyspy (Grande Terre). Rośnie na terenach górskich od 500 do 1400 m n.p.m. w gęstych i niskich lasach wilgotnych oraz w zbiorowiskach zaroślowych. Ma status gatunku narażonego (VU) na wymarcie w czerwonej liście IUCN. Niewielka część populacji rośnie na terenach chronionych. Zagrożeniem dla gatunku jest niszczenie siedlisk z powodu działalności górniczej oraz pożary.

## Morfologia
PokrójDrzewo za młodu o pokroju kolumnowym, z wiekiem tworzące szeroką i luźną koronę z konarami ustawionymi kandelabrowo. Osiąga od 10 do 40 m wysokości i 1 m średnicy pnia. Kora na pniu gruba, jasnoszara, łuszcząca się cienkimi, poziomymi pasmami.
LiścieMłodociane igły niespłaszczone, jajowato lancetowate, o długości do 10 mm i szerokości ok. 5 mm, zagięte na szczycie. Dorosłe łuskowate, jajowatego kształtu z wyraźną żyłką centralną, osiągające długość 10–25 mm i szerokość 10–20 mm, na wierzchołku zaostrzone lub stępione, zagięte.
SzyszkiZ kwiatami męskimi walcowate, o długości 8–25 cm i średnicy do 2–2,8 cm. Wyrastają na końcach pędów. Łuski ostre z 12 pylnikami (mikrosporangiami) rozwijającymi się na trójkątnych mikrosporofilach. Szyszki z kwiatami żeńskimi kulistawe, osiągają do 12 cm długości. Wyrastają na krótkich gęsto ulistnionych pędach. Łuski wspierające prosto wzniesione, do 10 mm długości. Nasiona to jajowate, wydłużone orzeszki z jajowatymi skrzydełkami osiągające do 3,2 cm długości.
Gatunki podobneAraucaria laubenfelsii. Cechą wyróżniającą A. montana jest układ aparatów szparkowych na górnej stronie liścia, które u tego gatunku widoczne są tylko u nasady i przy wierzchołku i nie są ułożone w paski (u A. laubenfelsii ułożone są w 3–5 rzędów biegnących wzdłuż całej długości liścia, ew. z wyjątkiem części wierzchołkowej.